# Coupe du monde féminine de cyclisme sur route 2004
Navigation
Coupe du monde 2003 Coupe du monde 2005
La Coupe du monde de cyclisme sur route féminine 2004 est la 7e édition de la Coupe du monde de cyclisme sur route féminine. Cette édition a eu lieu entre le 29 février et le 12 septembre.
C'est la coureuse australienne Oenone Wood qui remporte le classement final.

## Courses
| # | Date         | Course                               | Vainqueur         | Équipe                        | Leader de la coupe du monde |
| - | ------------ | ------------------------------------ | ----------------- | ----------------------------- | --------------------------- |
| 1 | 29 février   | Geelong World Cup                    | Oenone Wood       | Australian Institute of Sport | Oenone Wood                 |
| 2 | 20 mars      | Primavera Rosa                       | Zulfiya Zabirova  | Team Let's Go Finland         | Oenone Wood                 |
| 3 | 28 mars      | Gran Premio Castilla y Leon          | Angela Brodtka    | Team Farm Frites-Hartol       | Oenone Wood                 |
| 4 | 4 avril      | Tour des Flandres féminin            | Zulfiya Zabirova  | Team Let's Go Finland         | Oenone Wood                 |
| 5 | 21 avril     | Flèche wallonne féminine             | Sonia Huguet      | Baliston-Colnago-Moselle      | Oenone Wood                 |
| 6 | 29 mai       | Coupe du Monde de Montréal           | Geneviève Jeanson | Team RONA-Esker               | Oenone Wood                 |
| 7 | 29 août      | Grand Prix de Plouay féminin         | Edita Pučinskaitė | SC Michela Fanini-Record-Rox  | Oenone Wood                 |
| 8 | 5 septembre  | Lowland International Rotterdam Tour | Petra Rossner     | Nürnberger Versicherung       | Oenone Wood                 |
| 9 | 11 septembre | Tour de Nuremberg                    | Petra Rossner     | Nürnberger Versicherung       | Oenone Wood                 |

## Classement final
| #  | Cycliste             | Équipe                         | 1  | 2  | 3  | 4  | 5  | 6  | 7  | 8  | 9   | Total |
| -- | -------------------- | ------------------------------ | -- | -- | -- | -- | -- | -- | -- | -- | --- | ----- |
| 1  | Oenone Wood          | Australian Institute of Sport  | 75 | 35 | 50 | 18 | 24 | 0  | 35 | 27 | 70  | 334   |
| 2  | Petra Rossner        | Nürnberger Versicherung        | 50 | 0  | 18 | -  | 0  | 0  | -  | 75 | 150 | 293   |
| 3  | Angela Brodtka       | Team Farm Frites-Hartol        | -  | 4  | 75 | 0  | -  | -  | -  | 50 | 100 | 229   |
| 4  | Mirjam Melchers      | Team Farm Frites-Hartol        | 0  | 50 | 35 | 30 | 0  | -  | 50 | 0  | 30  | 184   |
| 5  | Zulfiya Zabirova     | Team Let's Go Finland          | -  | 75 | 0  | 75 | 4  | -  | 0  | -  | 0   | 154   |
| 6  | Edita Pučinskaitė    | SC Michela Fanini-Record-Rox   | -  | 0  | 0  | 5  | 35 | 7  | 75 | -  | 0   | 115   |
| 7  | Alison Wright        | Nobili Rubinetterie-Guerciotti | 30 | 6  | 11 | 24 | 0  | 0  | 15 | 0  | 22  | 108   |
| 8  | Tanja Schmidt-Hennes | Team Next 125                  | 11 | 0  | 0  | 0  | -  | -  | -  | 35 | 54  | 100   |
| 9  | Olivia Gollan        | Australie                      | 4  | 0  | 21 | 0  | 15 | 35 | 18 | 1  | 0   | 94    |
| 10 | Katia Longhin        | SC Michela Fanini-Record-Rox   | -  | 15 | 10 | -  | 0  | -  | 10 | 8  | 42  | 85    |